# والتر سليزاك
والتر سليزاك (بالألمانية: Walter Slezak)‏ (ولد في 3 مايو – عام 1902 م) هو ممثل مسرحي، وممثل أفلام، وممثل تلفزي نمساوي، ولد في فيينا، توفي في نيويورك، عن عمر يناهز 81 عاماً، بسبب إصابة بعيار ناري.

## جوائز
حصل على جوائز منها:

جائزة توني عن فئة أفضل ممثل في مسرحية موسيقية ‏ (1955)

## وصلات خارجية
- والتر سليزاك على موقع IMDb (الإنجليزية)
- والتر سليزاك على موقع الموسوعة البريطانية (الإنجليزية)
- والتر سليزاك على موقع مونزينجر (الألمانية)
- والتر سليزاك على موقع ألو سيني (الفرنسية)
- والتر سليزاك على موقع تيرنر كلاسيك موفيز (الإنجليزية)
- والتر سليزاك على موقع أول موفي (الإنجليزية)
- والتر سليزاك على موقع قاعدة بيانات برودواي على الإنترنت (الإنجليزية)
- والتر سليزاك على موقع قاعدة بيانات الأفلام السويدية (السويدية)
- والتر سليزاك على موقع إن إن دي بي (الإنجليزية)
- والتر سليزاك على موقع قاعدة بيانات الفيلم (الإنجليزية)